# 90° westerlengte
90° westerlengte (ten opzichte van de nulmeridiaan) is een meridiaan of lengtegraad, onderdeel van een geografische positieaanduiding in bolcoördinaten. De lijn loopt vanaf de Noordpool naar de Noordelijke IJszee, Noord-Amerika, de Golf van Mexico, Midden-Amerika, de Grote Oceaan, de Zuidelijke Oceaan en Antarctica en zo naar de Zuidpool.
De meridiaan op 90° westerlengte vormt een grootcirkel met de meridiaan op 90° oosterlengte. De meridiaanlijn beginnend bij de Noordpool en eindigend bij de Zuidpool gaat door de volgende landen, gebieden of zeeën. 
De meridiaan op 90° westerlengte ligt midden tussen de nulmeridiaan en de antimeridiaan van de meridiaan van Greenwich. Het geografisch midden van het westelijk halfrond bevindt zich op deze lengtegraad.
| Land, gebied of zee               | Nauwkeurigere gegevens |
| --------------------------------- | --- |
| Noordelijke IJszee                | |
| Canada                            | Nunavut - Ellesmere Island, Axel Heibergeiland, Graham Island, Noord-Kenteiland, Devoneiland                                                     |
| Parrykanaal                       | |
| Canada                            | Nunavut - Baffineiland |
| Gulf of Boothia                   | |
| Canada                            | Nunavut |
| Hudsonbaai (dwarst Marble Island) | |
| Canada                            | Manitoba, Ontario |
| Verenigde Staten                  | Minnesota |
| Bovenmeer                         | |
| Verenigde Staten                  | Michigan, Wisconsin (door het 45 x 90 punt), Illinois, Missouri, Arkansas, Tennessee, Mississippi, Louisiana                                     |
| Golf van Mexico                   | |
| Mexico                            | Yucatán, Campeche |
| Guatemala                         | Petén, Alta Verapaz, Baja Verapaz, El Progreso, Jalapa, Jutiapa                                                                                  |
| El Salvador                       | Ahuachapán |
| Grote Oceaan                      | |
| Zuidelijke Oceaan                 | |
| Antarctica                        | Grens van het Niet-toegeëigend gebied in Antarctica in het westen en Antártica, onderdeel van de provincie Antártica Chilena geclaimd door Chili |